# Pont de la Libération (Villeneuve-sur-Lot)
Die Pont de la Libération ist eine Straßenbrücke in Villeneuve-sur-Lot im Département Lot-et-Garonne (Frankreich), die den Fluss Lot überquert und die Rue de la Fraternité mit der Allée Jeanne de France und dem Place de la Révolution verbindet.

## Geschichte
Die Brücke wurde in den Jahren 1914 bis 1919 mit Unterbrechungen durch den Ersten Weltkrieg für die Tramways du Lot-et-Garonne nach dem Entwurf von Eugène Freyssinet von dem Unternehmen Mercier, Limousin & Cie gebaut. Die Brücke hieß dementsprechend Pont du Tramway, wurde aber auch als Pont Neuf bekannt.

## Beschreibung
Die Pont de la Libération ist heute eine zweispurige Straßenbrücke mit zwei Gehwegen. Sie ist 100 m lang und 10,90 m breit.
Die Brücke ist ein Beispiel für die von Paul Séjourné ursprünglich für gemauerte Bogenbrücken mit obenliegender Fahrbahn entwickelten Bauweise, die er insbesondere bei der Adolphe-Brücke in Luxemburg in die Praxis umgesetzt hatte und die danach zum Vorbild für zahlreiche Betonbrücken wurde. Zwei im Verhältnis zum Brückendeck schmale Bögen aus unbewehrtem Beton bilden den wesentlichen Teil des Tragwerks. Auf ihnen stehen mit Rundbögen verbundene Stützen aus Ziegelmauerwerk, die die Fahrbahnplatte aus armiertem Beton tragen.
Mit ihrer Spannweite von 96,25 m war sie bei ihrer Eröffnung die weltweit größte Bogenbrücke aus Steinmauerwerk oder unbewehrtem Beton. Sie übertraf damit die 1905 eröffnete und 90 m überspannende Friedensbrücke in Plauen aus einem Bruchstein-Zementmörtel-Mauerwerk. Lediglich die von François Hennebique geplante, aus bewehrtem Beton gebaute und 1911 eröffnete Ponte del Risorgimento in Rom war mit einer Spannweite von 100 m  noch größer.